# Stepan Levitski
Pour les articles homonymes, voir Levitski.
Stepan Mikhaïlovitch Levitski est un joueur d'échecs russe puis soviétique né le 13 avril 1876 (25 avril dans le calendrier grégorien)  et mort le 21 mars 1924. 
Vainqueur du tournoi pan-russe (Hauptturnier) à Saint-Pétersbourg en 1911 (avec 15,5 points sur 21), Levitski fut troisième du premier championnat d'échecs de Russie à Moscou en 1899 (9/13, victoire de Mikhaïl Tchigorine devant Emanuel Schiffers) et du championnat russe de 1912 à Vilnius (12/19, devant Nimzowitsch, Alekhine, Flamberg, Levenfisch, Alapine, Freïman et Salwe, victoire de Akiba Rubinstein). 
En matchs, Levitski perdit contre Semion Alapine (0 à 5) en 1907 et contre Alexandre Alekhine (3 à 7) en 1913.
Lors du congrès allemand d'échecs de Breslau en 1912, il finit 13e-14e, ex æquo avec Erich  Cohn (7/17) et reçut le titre de maître des échecs par la fédération allemande. La partie qu'il  perdit contre Frank  marshall est restée célèbre.

## Variante Levitski
En Russie, son nom est donné à une ouverture, le début Levitski-Veressov aussi appelé début Richter-Veressov ou début parisien par Xavier Tartakover :
- 1. d4 d5 2. Cc3 Cf6 3. Fg5

L'attaque ou variante Levitski est une ouverture qu'il joua contre Rubinstein en 1912 :
- 1. d4 d5 2. Fg5.